# Alswede
Alswede ist eine Ortschaft der ostwestfälischen Stadt Lübbecke im Kreis Minden-Lübbecke in Nordrhein-Westfalen.

## Geografie

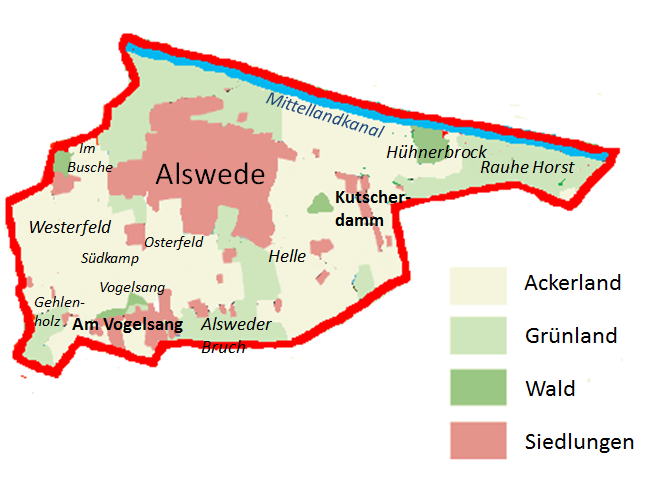
Bodennutzung, Siedlungen und Teillandschaften in Alswede

Alswede liegt nördlich bzw. in Teilen am Nordrand des Lübbecker Lößland. Das Wiehengebirge liegt nur rund fünf Kilometer südlich in Sichtweite und die Gebirgskulisse ist ein charakterisierender Bestandteil des Landschaftsbildes. Alswede liegt aber dennoch vollumfänglich in der Norddeutschen Tiefebene und ist nicht mehr Teil der Mittelgebirgsschwelle. Westlich grenzt es an Hedem (Stadtteil von Preußisch Oldendorf) und östlich an den Ortsteil Stockhausen sowie das Industriegebiet von Lübbecke (Kernstadt). Nördlich grenzt Alswede an Espelkamp sowie den Mittellandkanal. Die Große Aue fließt unmittelbar westlich der Ortschaft, und die Kleine Aue fließt unmittelbar östlich der Ortschaft. Das Alsweder Gebiet selbst indes wird von dem Alsweder Bach durchflossen. Im Süden befindet sich der Alsweder Bruch, der aber größtenteils auf dem Gebiet Blasheims liegt.
Mit 384 Einwohnern pro km² verfügt die Ortschaft über eine durchschnittliche Bevölkerungsdichte.

### Dorfbild
Mit der neuen Entwicklung von Gewerbe und Industrie bestand in Alswede in den 1950er Jahren eine große Nachfrage nach Wohnraum, die durch die Umwandlung des Ackerlands in der Dorfmitte in Bauland befriedigt werden konnte. So dehnte sich Alswede durch die enge Besiedlung eines zentralen Bereiches räumlich nicht aus, sondern wuchs nach innen. Das hatte zur Folge, dass die früher prägende Landwirtschaft bald nur noch eine unbedeutende Rolle spielte und im Ortskern kaum noch erkennbar ist.
Das Gebiet der Ortschaft ist relativ waldarm. Im Gebiet liegen sieben kleine Wäldchen, deren größtes 2,5 Hektar umfasst und das im äußersten Nordostzipfel der Ortschaft liegt. Im Südwesten grenzt Alswede allerdings unmittelbar an das große Hollwinkeler Holz.
Eine Folge der Grenzziehung bei der Gebietsreform 1973 ist ein schmaler Gebietskorridor am Mittellandkanal, durch welchen Alswede einen kleinen Anteil am Naturschutzgebiet Rauhe Horst – Schäferwiesen erhielt.

## Geschichte
Im Mittelalter verfügten die Grafen von Tecklenburg über bedeutendes Grundeigentum in Raum Alswede. Die St.-Andreas-Kirche, eine tecklenburgische Stiftung, gehörte zum damaligen Bistum Minden. Die erste urkundliche Erwähnung von Alswede bezieht sich auf den Tausch des Zehnten in Alswede gegen den in Nienburg unter Bischof Konrad von Minden mit dem Martinstift (21. September 1224).
Die Tecklenburger übten mit einer Unterbrechung (1240–1295) das Kirchenpatronat bis 1707 aus, zuvor fiel die Grafschaft an Brandenburg-Preußen. Bis zur Franzosenzeit war Alswede Sitz einer Vogtei im Amt Reineberg des Fürstentums Minden. Von 1807 bis 1810 gehörte Alswede zum Kanton Lübbecke des napoleonischen Satellitenstaats Königreich Westphalen. Von 1811 bis 1813 gehörte der Ort unmittelbar zu Frankreich und war Sitz der Mairie Alswede im Arrondissement Minden des Departements der Oberen Ems. 1816 kam Alswede zum neuen Kreis Rahden, aus dem 1832 der Kreis Lübbecke wurde. Im Kreis Lübbecke war Alswede der Hauptort des Amtes Alswede. Im Verlauf der 1840er Jahre wurden die Gutsbezirke Ellerburg und Hollwinkel aus der Gemeinde Alswede ausgegliedert. Die Gemeinde Alswede bestand aus den Bauerschaften Alswede, Fiestel und Gestringen.
Bei der Auflösung der Gutsbezirke im Kreis Lübbecke wurden 1928 die Gutsbezirke Benkhausen und Ellerburg nach Alswede eingemeindet. Durch die Kommunalreform am 1. Januar 1973 wurden die Bauerschaften abgetrennt und Alswede wurde in die Stadt Lübbecke eingemeindet. Fiestel und Gestringen wurden dem Stadtgebiet Espelkamp zugeschlagen.

### Auswirkungen der Gebietsreform

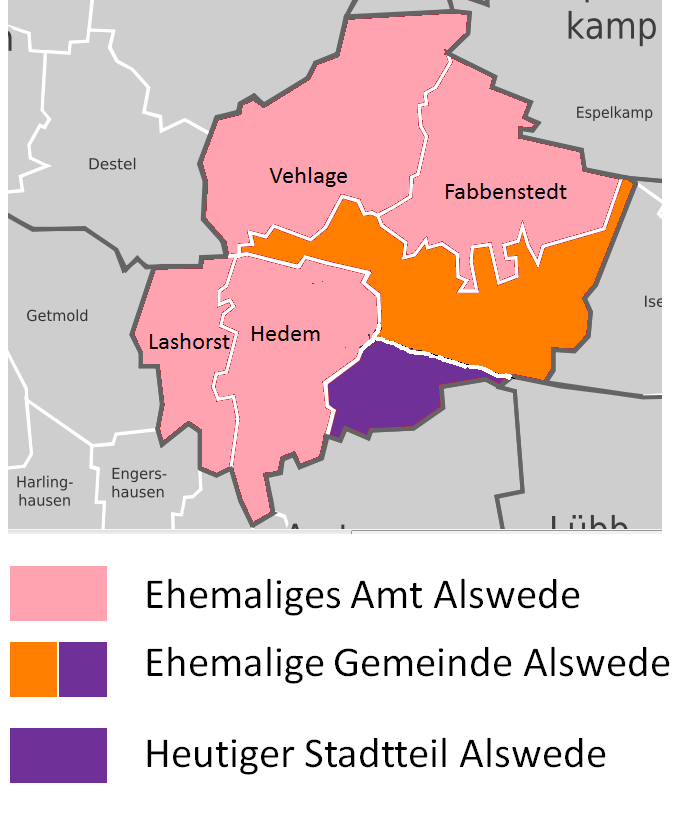
Das Amt und die ehemalige Gemeinde Alswede wurden aufgelöst. Alswedes frühere Bedeutung ging vollständig verloren.

Das Dorf Alswede war der zentrale Kirchenort im Amt Alswede mit Sitz in Fiestel, dem vier weitere Gemeinden (Lashorst, Hedem, Vehlage und Fabbenstedt) sowie bis 1928 die Gutsbezirke Hüffe, Hollwinkel, Ellerburg und Benkhausen zugeordnet waren.
Während die Gemeindereform bei anderen Gemeinden die historischen Grenzen in der Weise berücksichtigte, dass die Gebiete geschlossen der einen oder anderen Stadt zugeordnet wurden, wurden sowohl das Amt Alswede als auch die Gemeinde Alswede territorial aufgeteilt. Der Dorfkern von Alswede und einige südlich des Mittellandkanals gelegenen Gebiete wurden der flächenkleinste Stadtteil Lübbeckes, die anderen Teile des Ortes kamen zu Espelkamp. Der heutige Stadtteil Alwede ist beinahe nur auf den alten Dorfkern und die unmittelbar angrenzenden Fluren südlich des Mittellandkanals beschränkt. Die erklärt auch die vergleichsweise hohe Bevölkerungsdichte.

## Politik
- Ortsvorsteher von Alswede ist Michael Tiemeier. Sein Vorgänger Günther Vullriede verstarb nach über 20-jähriger Amtszeit am 21. August 2016.[6][7] Ortsheimatpfleger ist seit April 2024 Hartwig Schwier[8].

## Infrastruktur
Der örtliche Verein Hedemer Sport Club Alswede von 1946 (kurz: HSC Alswede) ist mit ca. 500 Mitgliedern (Stand: 2021) der mitgliederstärkste Sportverein im Kreis Minden-Lübbecke. Neben Fußball bietet der Verein weitere Breitensportarten wie Badminton, Volleyball, Tischtennis und ein Fitness-Angebot an.

Alswede verfügt über einen Sportplatz, eine Sporthalle und einen Spielplatz.

## Siehe auch

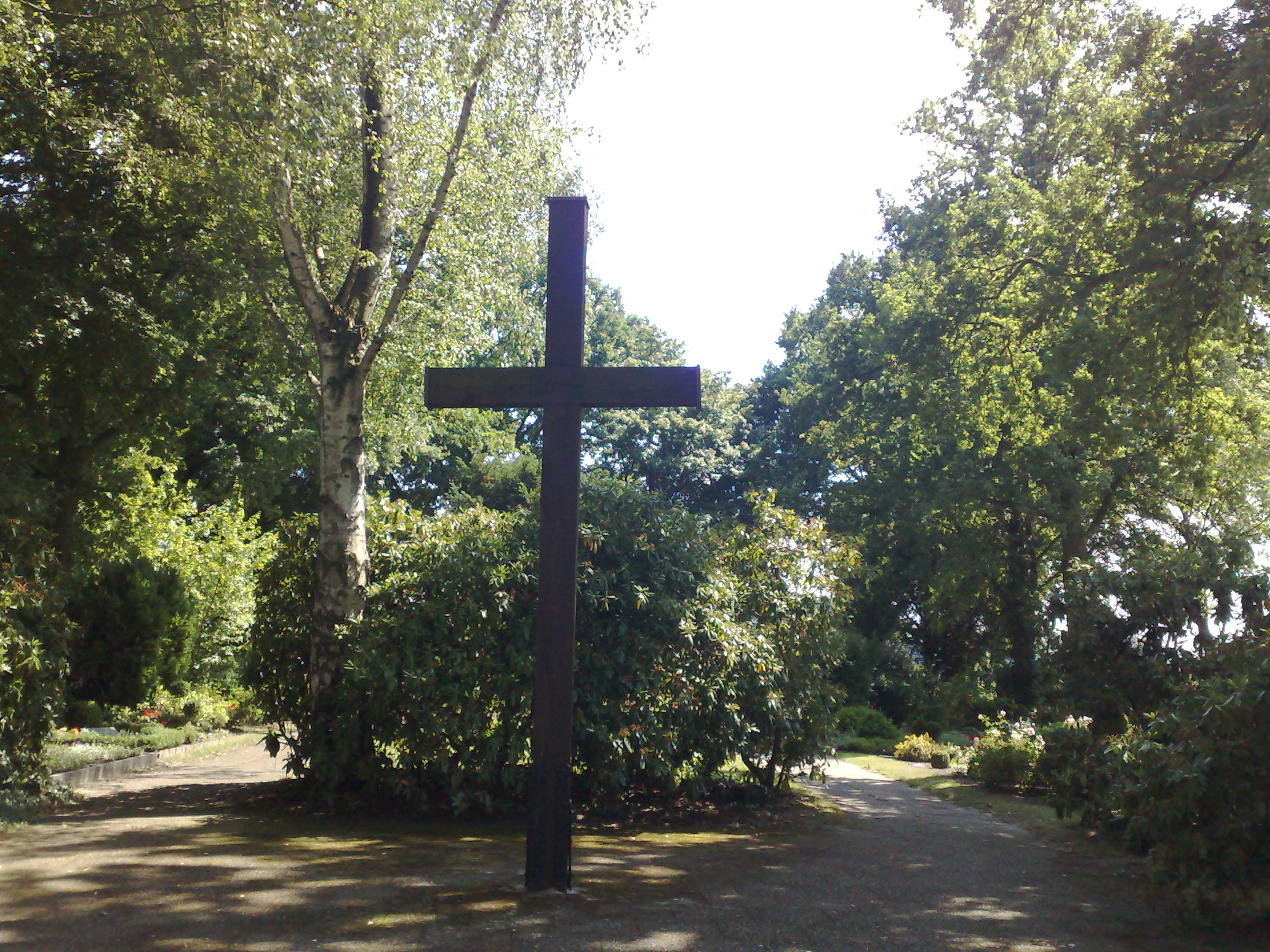
Holzkreuz am Friedhof
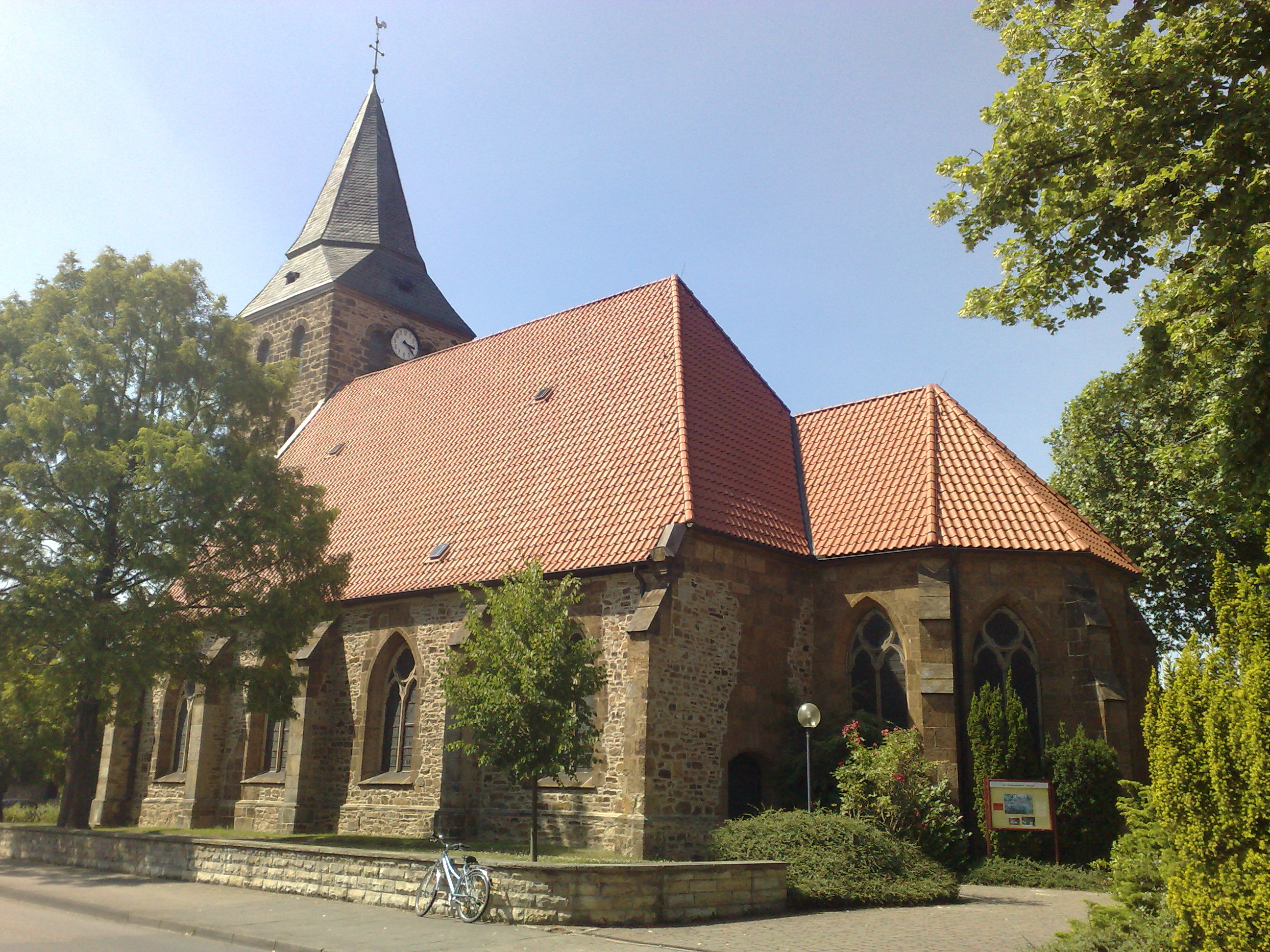
St.-Andreas-Kirche (seitlich)
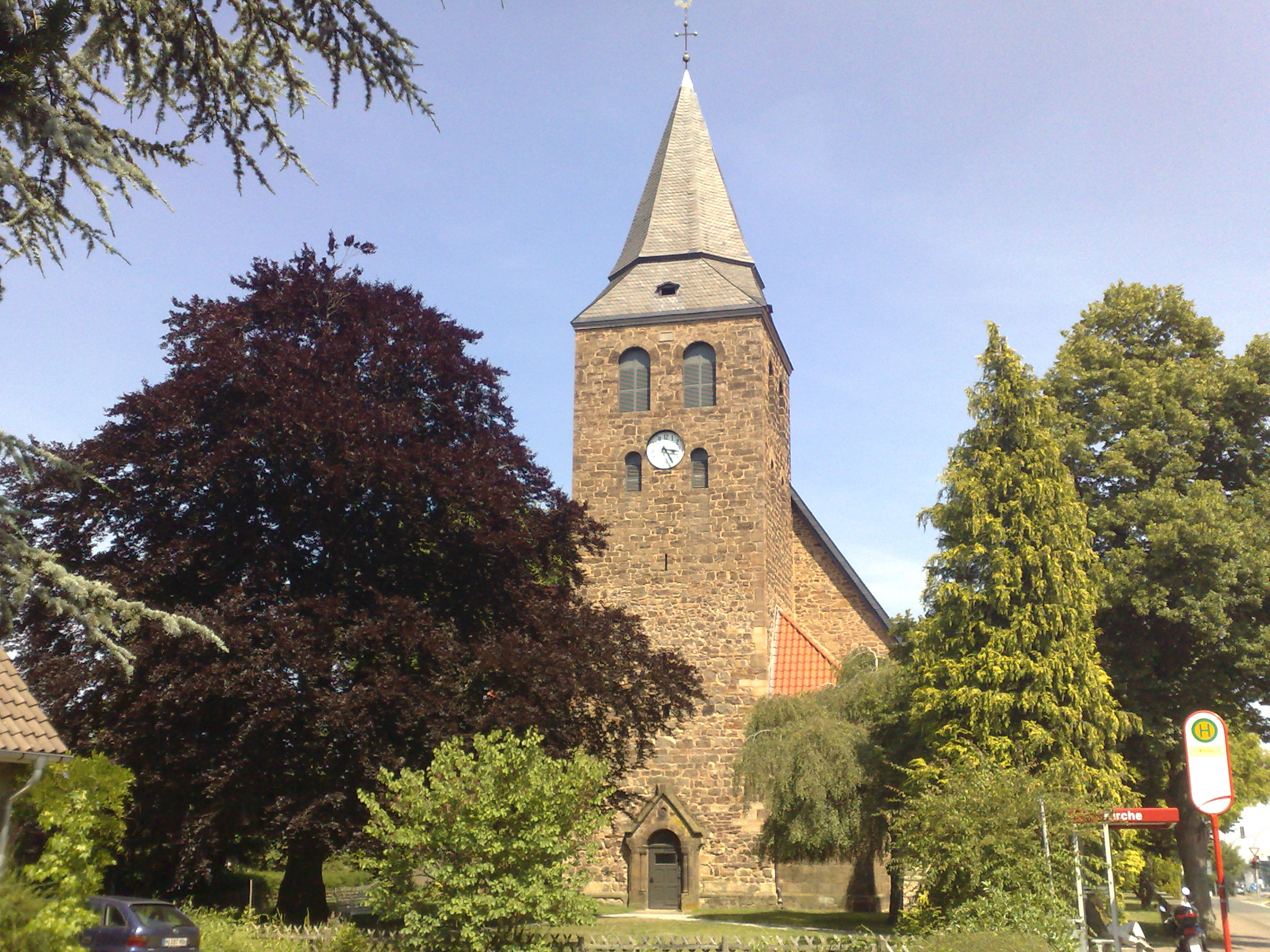
St.-Andreas-Kirche (von vorne)
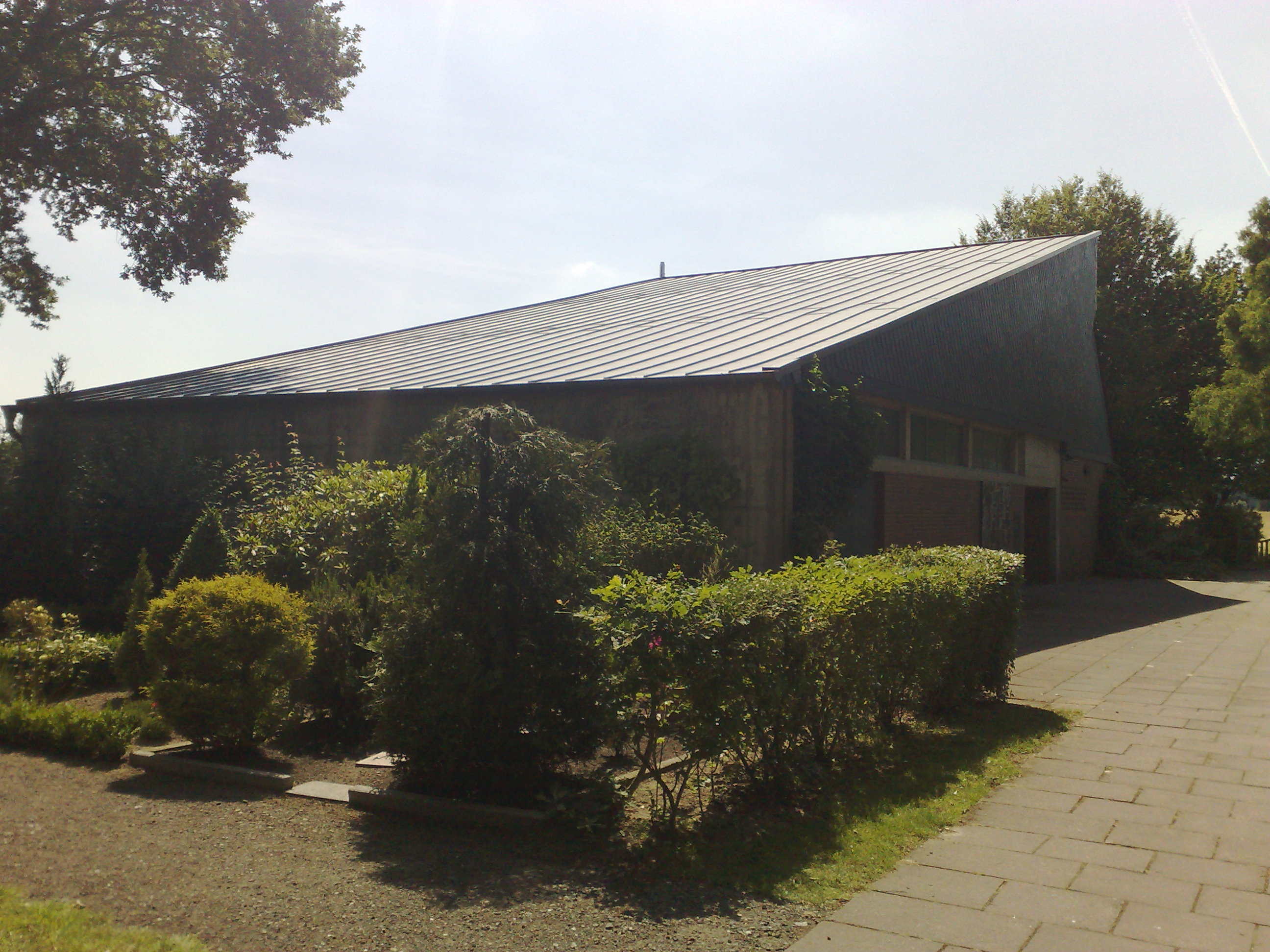
St.-Andreas-Kapelle
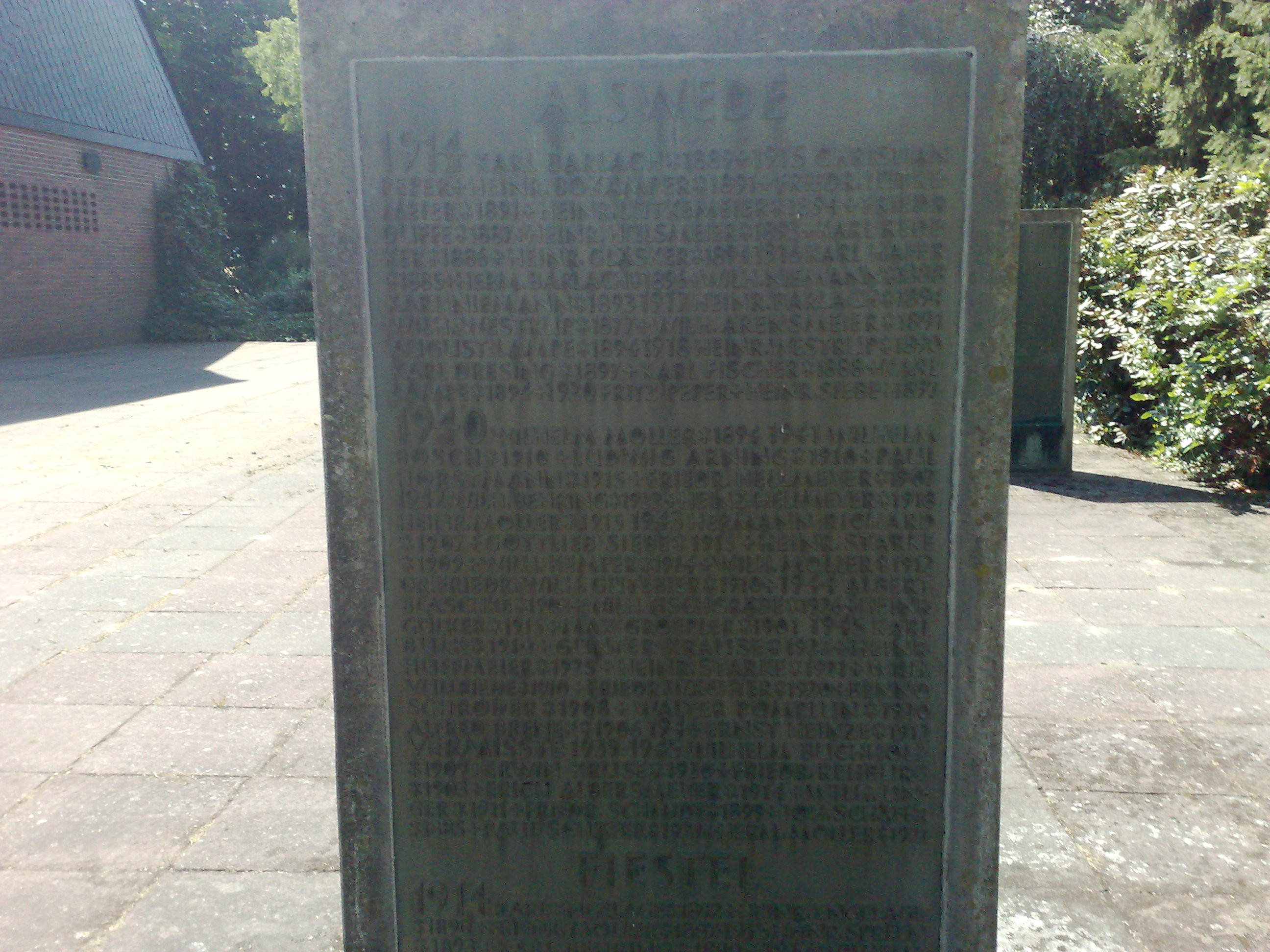
Gedenktafel für Alsweder Soldaten
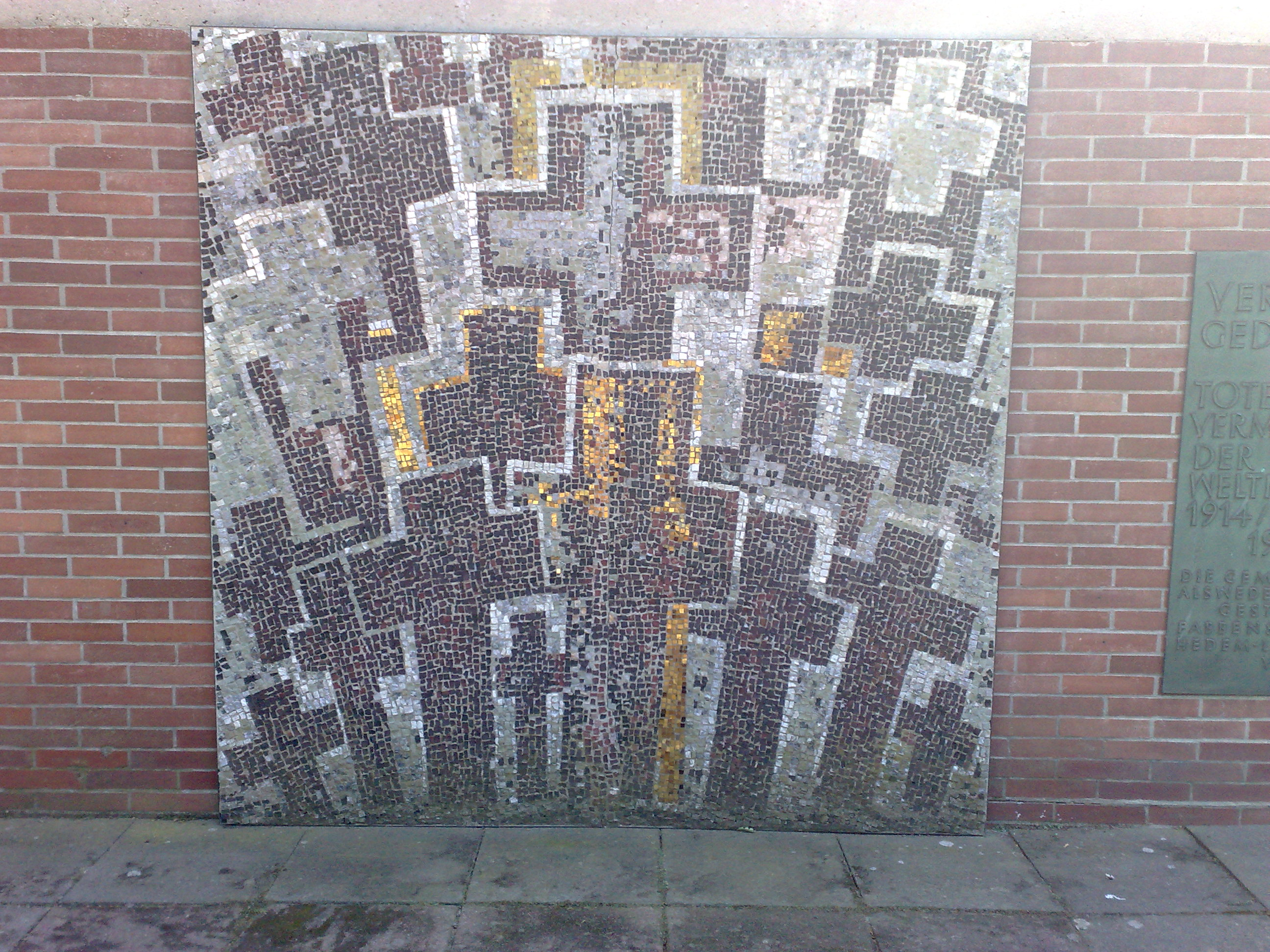
Mosaikkreuze an der Kapelle
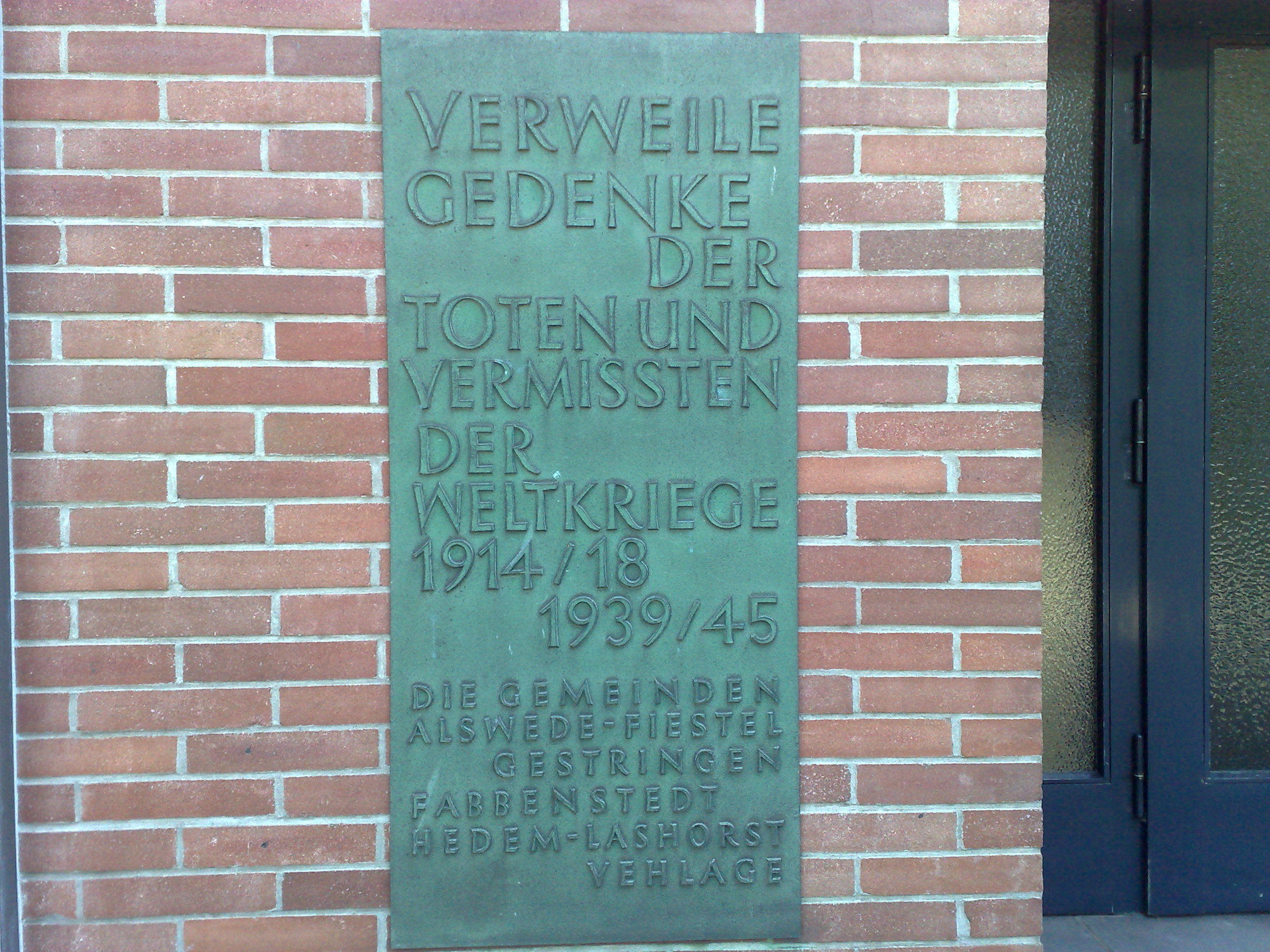
Gedenksteine für Soldaten, die in den Weltkriegen gefallen sind
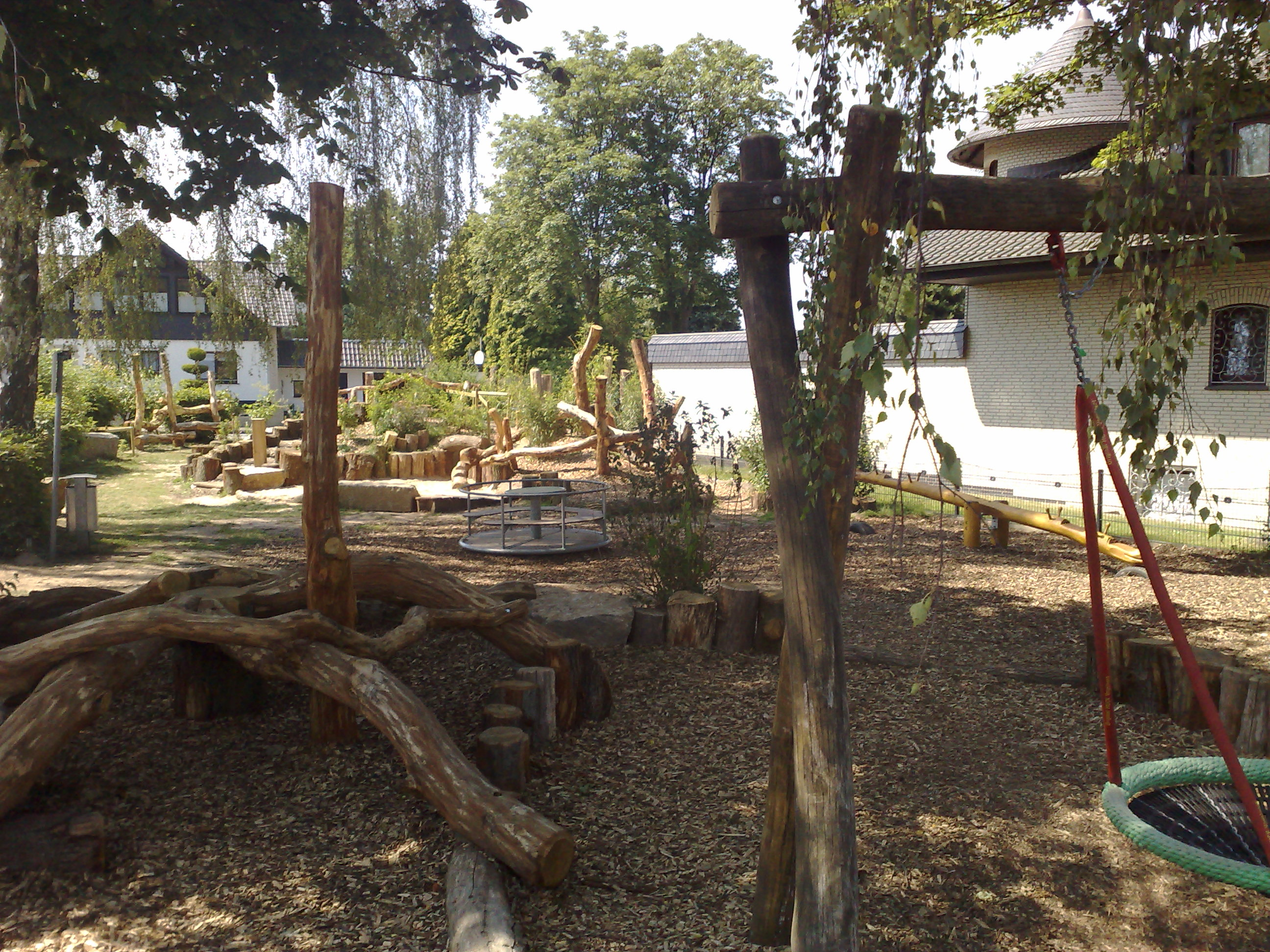
Spielplatz

## Belege
1. ↑  Zahlen+Daten | Stadt Lübbecke. Abgerufen am 7. September 2023.
2. ↑  Quelle: Westfälisches Urkundenbuch, sechster Band, Urkunden des Bistums Minden 1201–1300.
3. ↑  Wolfgang Leesch: Verwaltung in Westfalen 1815–1945. In: Veröffentlichungen der Historischen Kommission für Westfalen. Band 38. Aschendorff, Münster 1992, ISBN 3-402-06845-1, S. 396.
4. ↑  Amtsblatt der Regierung Minden 1928, S. 145
5. ↑  Statistisches Bundesamt (Hrsg.): Historisches Gemeindeverzeichnis für die Bundesrepublik Deutschland. Namens-, Grenz- und Schlüsselnummernänderungen bei Gemeinden, Kreisen und Regierungsbezirken vom 27.5.1970 bis 31.12.1982. W. Kohlhammer, Stuttgart / Mainz 1983, ISBN 3-17-003263-1, S. 325 (Statistische Bibliothek des Bundes und der Länder [PDF; 41,1 MB]).
6. ↑  Dorfgemeinschaft Alswede. In: dg-alswede.de. Abgerufen am 26. August 2016.
7. ↑  Michael Tiemeier als neuer Alsweder Ortsvorsteher vereidigt. In: luebbecke.de. Abgerufen am 3. Dezember 2017.
8. ↑  Heimatpflege. Dorfgemeinschaft Alswede e. V.
9. ↑  HSC Alswede: Unser Verein. Abgerufen am 3. Januar 2021.